# Nino Almasio
Nino Almasio (Olgiate Olona, 20 marzo 1912 – ...) è stato un calciatore italiano, di ruolo portiere.

## Carriera
Debutta in Serie B con il Legnano nella stagione 1931-1932, disputando quattro campionati cadetti nei quali totalizza 68 presenze.
Negli anni successivi milita nella Pro Patria, fino al 1939.
Nel 1941-1942 torna a giocare per un'altra stagione al Legnano, in Serie C.